# Заречное (Тунгиро-Олёкминский район)
Заре́чное — село в южной части Тунгиро-Олёкминского района Забайкальского края России.
Население — 208 чел. (2021).

## География
Расположено на левом берегу реки Тунгир. До районного центра, села Тупик, 4 километра на юг.

## История
В 1930-х годах в селе размещалась центральная усадьба колхоза им. XVIII партсъезда, затем оленеводческо-промысловой совхоз «Тунгирский».
В 1962 г. указом Президиума Верховного Совета РСФСР населенный пункт «4-й километр» переименован в Заречное.

## Население
| 2000 | 2002 | 2010 | 2012 | 2013 | 2014 | 2015 |
| ---- | ---- | ---- | ---- | ---- | ---- | ---- |
| 387  | ↘307 | ↘271 | ↘262 | ↗264 | ↘256 | ↘252 |
| 2016 | 2017 | 2018 | 2019 | 2020 | 2021 |      |
| ↘249 | ↘246 | ↗248 | →248 | ↗252 | ↘208 |      |

В 2000 году в селе проживало 387 человек, из них 70 эвенков. В 2002 году в селе насчитывалось 307 жителей.

## Разное
Входит в Перечень населенных пунктов Забайкальского края, подверженных угрозе лесных пожаров